# David Kaff
David Kaff (né à Folkestone (Kent) le 17 avril 1946 où il est mort le 11 juillet 2025) est un musicien et acteur britannique.

## Biographie
David Kaff naît sous le patronyme « Kaffinetti » le 17 avril 1946 à Folkestone dans le comté du Kent.

### Musicien
Enfant, il suit une formation classique de piano avant de découvrir le rock à l’adolescence. Il est un des fondateurs et membre du groupe de rock progressif anglais connu sous le nom de Rare Bird de 1969 à 1975. Le groupe sort cinq albums studio entre 1969 et 1975. Ils signent avec le label Charisma Records. Leur single « Sympathy » se vend à près d’un million d'exemplaires dans le monde.

### Acteur
Kaff se fait connaître par un public plus large après avoir participé au documentaire satirique de Rob Steiner This is Spinal Tap, réalisé en 1984 et dans lequel il incarne le musicien Viv Savage, claviériste fou du groupe de heavy metal imaginaire Spinal Tap.
Il poursuivra dans la vraie vie la carrière de ce faux groupe de rock. Il rejoint ensuite d’autres groupes au cours des décennies suivantes : Model Citizens et Mutual of Alameda’s Wild Kingdom.

## Filmographie
- 1984 : Spın̈al Tap (This Is Spinal Tap) : Viv Savage
- 1992 : The Leaving of Liverpool (TV) : Wilson
- 1992 : El Beso del sueño
- 1993 : You and Me and Uncle Bob
- 1993 : No Worries : Nathan Burke
- 1994 : Heartland (feuilleton TV) : Steve Purcell